# Czarnocin (gemeente in powiat Kazimierski)
De gemeente Czarnocin is een landgemeente in het Poolse woiwodschap Święty Krzyż, in powiat Kazimierski.
De zetel van de gemeente is in Czarnocin.
Op 30 juni 2004 telde de gemeente 4241 inwoners.

## Oppervlakte gegevens
In 2002 bedroeg de totale oppervlakte van gemeente Czarnocin 69,53 km², waarvan:
- agrarisch gebied: 92%
- bossen: 1%

De gemeente beslaat 16,46% van de totale oppervlakte van de powiat.

## Demografie
Stand op 30 juni 2004:
| Omschrijving                   | Totaal | Totaal | Vrouwen | Vrouwen | Mannen | Mannen |
| ------------------------------ | ------ | ------ | ------- | ------- | ------ | ------ |
| eenheid                        | aantal | %      | aantal  | %       | aantal | %      |
| inwoners                       | 4241   | 100    | 2127    | 50,2    | 2114   | 49,8   |
| bevolkingsdichtheid (inw./km²) | 61     | 61     | 30,6    | 30,6    | 30,4   | 30,4   |

In 2002 bedroeg het gemiddelde inkomen per inwoner 1179,19 zł.

## Aangrenzende gemeenten
Działoszyce, Kazimierza Wielka, Opatowiec, Pińczów, Skalbmierz, Wiślica, Złota
- Virtual International Authority File: 306409976